# Liste von Märchen aus Australien und Ozeanien
Diese Liste enthält Märchen und Märchen-Sammlungen aus Australien und Ozeanien. Für die Hauptliste, siehe Liste von Märchen.
Die Märchen sind geografisch nach größeren Regionen und Ländern gegliedert. Die Sortierung innerhalb der Länderabschnitte orientiert sich nach Märchensammlern bzw. Autoren sowie nach deren Buchtiteln bzw. Märchen. Oft sind nur Bücher eingetragen.

## Australien
Paul Hambruch, Südseemärchen – Aus Australien, Neu-Guinea, Fidji, Karolinen, Samoa, Tonga, Hawaii, Neu-Seeland u.a. Eugen Diederich, Jena 1916.
- Der Kranich und die Krähe
- Der Emu Dinewan und die Krähen Wahn (auch Der Emu und die Krähen)
- Die Fliegen Bunnyyarl und die Bienen Wurrunnunnah (auch Die Fliegen und die Bienen)
- Die Blutblume
- Balu und die Dens (auch Balu und die Eingeborenen)
- Die Entstehung der Sonne
- Die sieben Schwestern Meamei
- Woher der Frost kommt
- Bymaee’s Versammlung
- Wie die Blumen wieder in die Welt kamen
- Der Ibis und der Mond

Weitere Bücher
Die Märchen der Weltliteratur – Märchen aus Australien – Traumzeitmythen und -Geschichten der australischen Aborigines. Eugen Diederichs Verlag, Düsseldorf/Köln 1981, Anneliese Löffler (Hrsg.).
Bathurst- und Melville Island
- Wie das Land der Tiwi geschaffen wurde
- Die ersten Bewohner der Erde
- Das este Feuer
- Die Entstehung des Meeres
- Das este Krokodil
- Die erste Eifersucht
- Verbotene Liebe
- Der erste Tod
- Tukumbini, der die Gesetze schuf
- Die Männer der Milchstraße
- Der Königsfisch
- Die Sonnenfrau
- Der Mondmann
- Die Bringer des Regens
- Das Weltall
- Die Seelenkinder Pitipitui
- Die Meteormänner
- Das Volk der Kobolde

Arnhem Land und nördliches Nordterritorium
- Die Yunggamurra Wassernixen
- Manbuk und die sieben Schwestern
- Marlu und Yaba, die Geckobrüder
- Der hölzerne Mann Wulgaru
- Das Mädchen, das in eine Mimifrau verwandelt wurde
- Der Doppelmann Barun-barun
- Das Krokodil und der Regenpfeifer
- Die Felszeichnung, durch die Känguruh und Dingo entstanden
- Der Storch und die Krähe
- Der Mann, der zwei streitsüchtige Frauen besaß
- Eingana, die Urschlange
- Die Sage vom mächtigen Medizinmann und dem Honigbaum
- Der Mondmann und die Wasserschlange
- Der fliegende Geist Garkain
- Alinda, der Mond
- Die Fischgrätenleiter
- Baracumas Fischnetz
- Das Wallaby, die Kakerlake und das Meer
- Der Habicht und der Schmetterling
- Tjambuwal, der Donnermann
- Mond und Dugong
- Die Wawilak-Schwestern
- Dugong und Ameisenigel
- Möwe, der Windmacher und Fasan, der Regenmacher
- Der Gecko Ipilja und die Regenzeit
- Bara, der Nordwestwind
- Mamariga, der Südostwind

Queensland
- Warum die Fliegenden Hunde in den Bäumen hängen
- Der gute und der schlechte Sohn
- Warum der Mond nur sein Gesicht zeigt
- Wie sich Pelikan und Emu entzweiten
- Der alte Jäger und das Krokodil
- Warum die Echsen immer umhereilen
- Taipan, die Regenbogenschlange
- Wie der Mond in den Himmel gesetzt wurde
- Wie der Storch tanzen lernte
- Die Strafe der Schildkröte
- Die pflichtvergessene Mutter
- Das Opossum und der Beutelmarder
- Der Regenbogen und die Brotfruchtblüte

Neusüdwales
- Der Baum, der eine Frau zurücktrug
- Die Borah des Byamee
- Bohrah, das Känguruh und Dinewan, der Emu
- Weedah, der Täuscher
- Das Nest der Menschenfresser
- Die Augen im Kreuz des Südens
- Warum Fische im Wasser leben
- Wie der Rabe den Westwind fing
- Die Künder der Flut
- Die Entstehung der Schnabeltiere
- Das Sprachgewirr
- Das Ungeheuer und der Fischersmann
- Die Blume der Sehnsucht
- Die Ankunft der ersten Menschen
- Warum die Eule große Augen hat
- Die Raupen und die Schmetterlinge

Victoria
- Der Adler und die Eule
- Die mutwillige Bullum-Boukan
- Wie Koala das Wasser stahl
- Känguruh und Wombat
- Warum die Menschen sterben
- Die Rache des Adlers
- Der Emu und der Rabe
- Das Feuer, das der Rabe stahl
- Die Schaffung der ersten Männer
- Die Schaffung der ersten Frauen
- Wie die Menschen über die Erde verteilt wurden
- Die Bam-bram-bult Brüder und die Rache der Eule
- Der Riesenbarsch und der Bunyip
- Der Adler und der Rabe
- Der Kampf der Männer, die sich in Berge verwandelten

Tasmanien
- Die Zwillingssterne – Bringer des Feuers
- Der Rochen und die zwei Frauen

Südaustralien
- Die Erdöfen des Craitbul
- Die ersten Känguruhs
- Ngurunderis Erdenwanderung
- Der rote Mann und sein Bruder
- Kondole, der Wal
- Die Fischer auf den Seen
- Der gestohlene Reibstein
- Die Sonnenfrau und die Echsenmänner
- Murdu – die Einteilung der Stämme
- Mutter Sonne erweckt die Welt zum Leben
- Warum der Mensch geschaffen wurde

Westaustralien
- Die Speere von Willilambi
- Das einsame Echo
- Tjirri-Tjirri, die Bachstelze
- Die Rettung der Adler-Insel
- Die wilden Riesen D’anba
- Gagamaran und Gonbaren, die Bringer der Gesetze und der Beschneidung
- Das Regenbogenei
- Der Trick mit dem Säugling
- Die Verheißung des Wassers
- Die Zwillinge
- Die Vertreibung der Zwerge
- Die stummen Schwestern
- Wie Galalan sein Volk bestrafte
- Wie das Land entstand
- Der Schatten des Wondjina
- Die steinerne Speerspitze
- Die Strafe der Wondjina

Zentralaustralien
- Der Auszug aus Winbaruka
- Die Pungalunga-Riesen
- Die Regenbogenschlange von Mount Olga
- Mythen von Uluru (Ayers Rock)
- Ninja, die Eismänner
- Der Streit der Echsen
- Der Streit der Emuhenne mit der Truthenne
- Wolba, die Winde
- Als das Feuer ausriß
- Regenmann und Regenbogen
- Ilia, die Emus
- Die Entstehung der ersten Lebewesen
- Karora, der Bandikutahne
- Die Termitenfrau von Iloata
- Die Känguruhs von Krantji
- Die Geburt der Brachvögel und der erste Tod
- Ankotarinja, der Urahne von Ankota
- Der Ankotarinja-Gesang

Australische Märchen. Artia Verlag, Prag 1977, erzählt von Vladimír Reis.
- Das Märchen auf der Rinde
- Von den Tagen, die im Traum zu uns sprechen
- Der kichernde Kukkaburra
- Der Emu Dinewan
- Wida, der Spottvogel
- Das wartende Land
- Der Mond Balu
- Die Maus und der Frühlingswind
- Vom tanzenden Mädchen
- Der rote Hundeblutlehm
- Die Kristallschwestern

Märchen der Welt, Magnus-Verlag, Essen 1983, Roland W. Pinson.
- Das Siebengestirn
- Der Fliegebeutel

Märchen der Völker – Australien – Ozeanien. Magnus Verlag, Essen, nacherzählt von Bodo von Petersdorf.
- Die entlaufenen Jungen

## Melanesien
Paul Hambruch, Südseemärchen – Aus Australien, Neu-Guinea, Fidji, Karolinen, Samoa, Tonga, Hawaii, Neu-Seeland u.a. Eugen Diederich, Jena 1916.
- Warum der Kasuar keine Flügel hat
- Der Tanz der Vögel
- Die Sonne
- Warum wir sterben
- Der Fisch (auch Warum der Hai Menschen frißt)
- Das Häuten (auch Warum die Menschen sich nicht häuten)
- Die Brotfrucht
- Das Huhn und der Kasuar oder der Ursprung des Muschelgeldes (auch Das Huhn und der Kasuar[4] oder Der Ursprung des Muschelgeldes)
- Die Ratte und der Schmetterling
- Kukuku und Waima
- Die Geburt der Sonne
- Die Entstehung des Feuers
- Das lahme und das schlafende Bein
- Der Feigenbaum
- Der Ursprung der Weißen (auch Die Vorfahren der Weißen)
- Der Fischer und der Geist
- Die Heldenzwillinge
- Vom Manne, der ausging, sich eine Frau zu suchen
- Die Entdeckung der Spiegelung im Wasser
- Die Schlange
- Das Sonnenkind
- Wie die Fidji-Leute den Bootsbau erlernten
- Die Geschichte von Longa-Poa (auch Die Geschichte von Longa Poa)[4]
- Matanduas Abenteuer
- Napoleon ist ein Tonga-Mann

Weitere Bücher
Australische Märchen. Artia Verlag, Prag 1977, erzählt von Vladimír Reis.
- Wie die Menschen das Feuer und die Nacht bekamen
- Die dummen Masi
- Die Geisterinsel
- Wie Tagaro sich ein Meer machte
- Moluam aus Lomoan
- Bei dem Mond und den Erdbebenmachern
- Bumo und die Brüder
- Die verzauberte Mandel
- Der Sohn Adler und die Tochter Schildkröte

## Mikronesien
Paul Hambruch, Südseemärchen – Aus Australien, Neu-Guinea, Fidji, Karolinen, Samoa, Tonga, Hawaii, Neu-Seeland u.a. Eugen Diederich, Jena 1916.
- Das Ei der weißen Seeschwalbe
- Der arme und der reiche Hahn
- Der Vogel Peaged arsai
- Die Mandelsammlerin
- Klubud singal
- Das Bündel von Ngeraod
- Die Herkunft des Geldes
- Der Chaifi
- Die Geschichte von Jat und Jol
- Das Wettschwimmen zwischen dem Hornhecht und der Krabbe
- Der Kampf der Vögel und Fische (auch Der Kampf der Vögel und der Fische)[4]
- Die angeführte Menschenfresserin (auch Die gefoppte Menschenfresserin)[4]
- Taile
- Tolojäla und seine Tochter
- Wie Schau Etietsch sich seine Frau wiederholte
- Wie das Flugschiff nach Ponape kam
- Die Geschichte von der Rohrdrossel
- Die Geschichte von den Tieren, die sich ein Boot bauten
- Erauarauin und das Ungeheuer
- Das Mädchen im Monde (auch Das Mädchen im Mond)[4]

Weitere Bücher
Australische Märchen. Artia Verlag, Prag 1977, erzählt von Vladimír Reis.
- Menschen und Märchen
- Naleau
- Klubud Singal, der Luftschiffer
- Der Fischkrieg
- Der Junge und der Orangenbaumgeist
- Langiap und die Riesen
- Der steinerne Mann
- Die Brüder und Tinmul, der Herr des Meeres
- Der kluge Vogel
- Der Grosse und der Kleine

## Neuseeland
Die Märchen der Weltliteratur – Märchen aus Neuseeland – Überlieferungen der Maori. Eugen Diederichs Verlag, Köln 1985, Erika Jakubassa (Hrsg. und Übers.).
Mythen aus Hawaiki
- Die Trennung von Rangi und Papa
- Tawhiri-ma-teas Rache
- Tus Kampf gegen die Brüder
- Die Entstehung der Frau
- Hinetitama
- Papa-tu-a-nuku wird umgedreht

Der Maui-Zyklus
- Mauis Geburt und Rückkehr zu seiner Familie
- Maui spioniert seiner Mutter nach
- Maui findet seine Eltern
- Maui und der magische Kieferknochen
- Maui verlangsamt den Lauf der Sonne
- Maui angelt Land
- Maui und die Göttin des Feuers
- Maui verwandelt seinen Schwager in seinen Hund
- Wie der Tod in die Welt kam

Der Hinauri-Tinirau-Whakatau-Zyklus
- Hinauri heiratet Tinirau
- Rupes Suche nach Hinauri
- Rupe säubert Rehuas Marae
- Kae stiehlt den Walfisch
- Whakatau vernichtet Kaes Nachkommen

Der Tawhaki-Zyklus
- Tawhaki und seine Schwäger
- Tawhaki und die Ponaturi
- Tawhaki und Tangotango

Der Rata-Zyklus
- Rata rächt seinen Vater
- Ratas Kanu
- Rata und die Ponaturi

Von Hawaiki nach Aotearoa
- Kupe entdeckt Aotearoa
- Turis Reise nach Aotearoa
- Zwietracht in Hawaiki
- Die Reise der Arawa
- Streifzüge durch das Innere von Aotearoa
- Manaias Fluch
- Hatupatu und seine Brüder

Geschichten aus Aotearoa
- Der Große Vogel von Rua-kapana
- Kame-tara und seine Frauen
- Hau-Mapuhia und die Entstehung von Waikaremoana
- Para-hia, der Taniwha von Taranaki
- Te Kanawa und die Patupaiarehe
- Kahukura und die Patupaiarehe
- Die zwei Tohunga
- Der magische hölzerne Kopf
- Hinemoa
- Puhi-huia und Te Ponga

## Polynesien
Paul Hambruch. Südseemärchen – Aus Australien, Neu-Guinea, Fidji, Karolinen, Samoa, Tonga, Hawaii, Neu-Seeland u.a. Eugen Diederich, Jena 1916.
- Die Seegurke
- Die Strafe für den Diebstahl
- Du sollst deine Schwiegermutter ehren
- Die Ratte und der Fliegende Hund (auch Die Ratte und der fliegende Hund)[4]
- Der Drachenfisch
- Die Krokodilshöhle
- Die Liebe der Schlange
- Der angeführte Menschenfresser (auch Der gefoppte Menschenfresser)[4]
- Die Reise in die Unterwelt zur Strudelhöhle Fafá
- Sina
- Der Rattenfänger Pikoi
- Iwa der Meisterdieb von Oahu (auch Iwa, der Meisterdieb von Oahu)[4]
- Der Häuptling mit den wunderbaren Dienern
- Das Lebenswasser des Ka-ne (auch Das Lebenswasser des Kane)[4]
- Das Wasser des Kane
- Maui
- Tawhaki
- Das verzauberte Holzbild
- Hine-moa und Tutanekai (auch Hine moa und Tutanekai)[4]

Weitere Bücher
Australische Märchen. Artia Verlag, Prag 1977, erzählt von Vladimír Reis.
- Rata und sein Boot
- Der kluge Nikorima
- Woher die Schweine kommen
- Hai Goldhaar
- Die schöne Sina
- Held Maui